# Stato segreto polacco
Lo Stato segreto polacco, conosciuto anche come Stato polacco sotterraneo o Stato clandestino polacco (in polacco: Polskie Państwo Podziemne), è un termine coniato dallo studioso Jan Karski nel libro Storia dello Stato segreto per riferirsi a tutte le organizzazioni di resistenza della Polonia durante la seconda guerra mondiale, sia militari che civili. Il termine è usato nella storiografia polacca per denotare sia la lotta armata contro le potenze occupanti, sia per qualunque attività politica, sociale ed educativa operata di nascosto.

## Descrizione
La parte militare, consistente perlopiù di varie branche della Armia Krajowa, aveva lo scopo di preparare la società polacca ad una guerra futura per la liberazione del Paese. L'arma militare del governo segreto polacco doveva mantenere le comunicazioni con il governo in esilio della Polonia a Londra, come anche proteggere i civili dagli occupanti. Il principale ruolo dello Stato era di mantenere la continuità dello Stato polacco, incluse le sue istituzioni come la polizia, i tribunali o l'istruzione. Doveva preparare le istituzioni alla ripresa dopo la sconfitta tedesca nella seconda guerra mondiale.
La ragione della creazione delle autorità civili segrete affonda le radici nella percezione di illegalità politica dell'occupazione della Polonia da parte della Germania e dell'Unione Sovietica, con una conseguente delegittimazione di tutte le istituzioni create dalle potenze occupanti: furono così create istituzioni "sotterranee" polacche, che seguivano la legge polacca.